# 茅野市運動公園
茅野市運動公園（ちのしうんどうこうえん）は、長野県茅野市にある都市公園（運動公園）であり上川の東側に位置する。1978年に長野県内で開催されたやまびこ国体の軟式野球競技会場として開園、その後も各種の体育施設が作られて現在に至っている。愛称は茅野市スポーツ公園。

## 公園内施設
- 総合体育館
- テニスコート
- 国際スケートセンター - 茅野市出身のスピードスケート選手小平奈緒のオリンピック日本女子スピードスケート史上初の金メダル獲得等の功績を称え、2018年より「NAO ice OVAL」の愛称が付けられている[3]が近年の利用者の減少と、施設の老朽化等により、存廃が検討されている[4]。
  - ゴルフ練習場 - スケートセンターを夏季利用した練習場
- 市営プール - 茅野市は2024年8月18日に市運動公園プールを閉鎖[5]。2025年7月29日、同市の「ホテルわかみず」が運営を引き継ぎ「ＡＱＵＡクラブちの」として再オープンした[6]。
- 野球場 - ベースボール・チャレンジ・リーグの信濃グランセローズがかつて主催試合を実施していた（2011 - 2016年）又、2016年に映画『バースデーカード』の撮影場所になった。
- 広場野球場
- 陸上競技場
- 弓道場
- 相撲場
- 野外音楽堂
- 公園内を東西に横断する市道運動公園線南側に位置する施設
  - 自由広場
  - 屋内ゲートボール場
  - バッティングセンター
- 駐車場
  - 第1駐車場（バッティングセンター向かいロータリーの右側の駐車場）
  - 第2駐車場（広場野球場隣）
  - スケートセンター第2・第3駐車場（国際スケートセンター、ゴルフ練習場周辺）

### その他
茅野市は1984年に「非核平和都市宣言」を行い、以後平和事業の1つとして毎年8月6日朝、茅野市運動公園第2駐車場にある「原爆の火・ 平和の塔」前で「茅野市平和祈念式」が市民が中心になって行われている。しかし昨今の燃料費高騰で平和の灯の維持が困難になって来ている。
テレビ朝日のテレビ番組『ナニコレ珍百景』にて以下の通り紹介された。
- 2008年7月16日放送（珍百景No.199）「遊べる歩道橋」なぜかすべり台が設置された歩道橋。
- 2013年5月15日放送（珍百景No.1594）「人間以外 が通る歩道橋」歩道橋の下にリス専用。

公園内は、「茅野市ニホンリスの会」が中心となって野生のニホンリスの住める自然環境の維持管理、ニホンリスと人間の正しい共存（リスに近づき過ぎない、餌を与えない等）を提唱してきた。

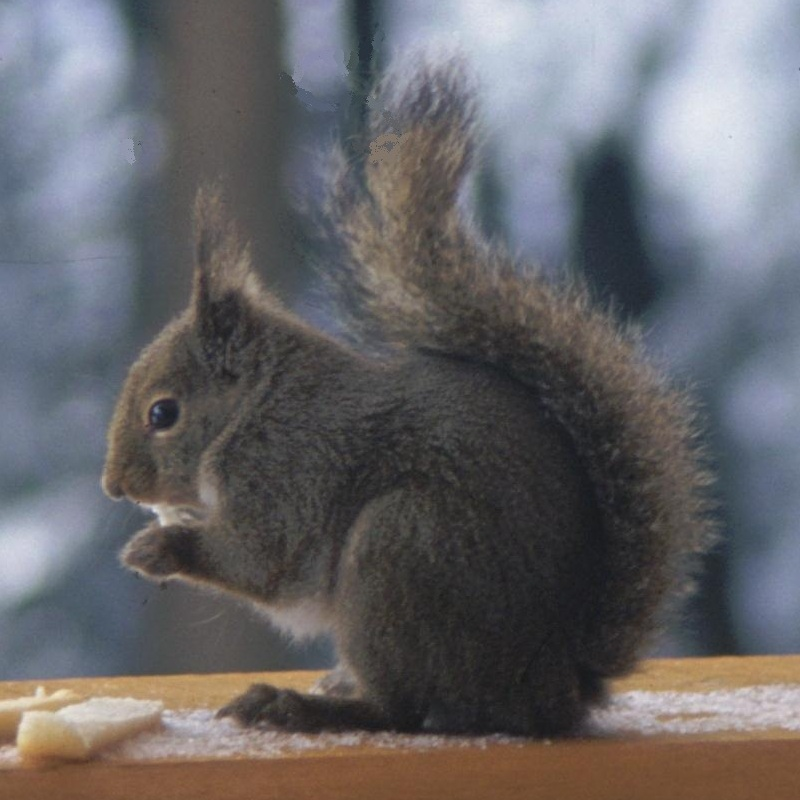
公園にいるリスと同種の八ヶ岳のニホンリス

2018年4月22日に開催された「TOYOTA・GAZOO・Racingラリーチャレンジ in 八ヶ岳茅野」から公園内がイベントのメイン会場となっている。2020年から2022年は新型コロナウイルスの感染拡大防止のため中止となり、2023年4月16日に4年ぶりに本格開催された（2024年は4月21日開催）。

## 周辺
- 茅野市図書館
- 茅野駅
- 茅野市立長峰中学校
- 長野県茅野高等学校
- 東海大学付属諏訪高等学校(旧名:東海大学付属第三高等学校)
- 茅野市役所
- 諏訪中央病院